# El Barrete
El Barrete är en ort i Mexiko, tillhörande kommunen Jilotepec i den västra delen av delstaten Mexiko. Orten hade 687 invånare vid folkräkningen 2010.